# Marta Bassino
Marta Bassino, född den 27 februari 1996 i Cuneo, Piemonte, är en italiensk alpin skidåkare.
Hon vann guld i storslalom vid juniorvärldsmästerskapen 2014 i Jasná. Den 22 oktober 2016 placerade hon sig som trea i storslalom i Världscupens inledning i Sölden.
Bassino deltog i olympiska vinterspelen 2018 och  2022.